# الحجفة (الوقعة)

تعديل مصدري - تعديل

الحجفة محلة تابعة لقرية الوقعة، التابعة لعزلة السيدم بمديرية حزم العدين إحدى مديريات محافظة إب في الجمهورية اليمنية، بلغ تعداد سكانها 163 حسب تعداد اليمن لعام 2004.